# 유재성 (바둑 기사)
유재성(兪在星, 1980년 1월 5일 ~ )은 대한민국의 바둑 기사이다.

## 약력
김원 문하에서 바둑을 배웠으며, 1998년 제32회 아마국수전과 제7회 탐라배에서 우승했다. 1999년 제21회 세계아마바둑선수권대회 우승을 하며 프로에 입단했다. 2007년 4단을 거쳐 2013년 3월에 5단으로 승단하였다. 2002년 제21기 KBS바둑왕전 본선과 2003년 제22기 KBS바둑왕전 본선 그리고 2005년 제17기 기성전 본선에 진출했으며, 2009년 제14회 박카스배 천원전 본선에 올랐다.